# 1951년 지중해 게임
1951년 지중해 게임(아랍어: ألعاب البحر الأبيض المتوسط 1951)은 지중해 게임의 첫 번째 대회로 1951년 10월 5일부터 20일까지 이집트 왕국 알렉산드리아에서 열렸다. 10개국 734명의 선수가 참가했으며 13개 종목이 진행되었다. 이탈리아가 가장 많은 금메달을 획득했으며 개최국 이집트는 가장 많은 메달인 65개를 획득했다.

## 종목
- 농구
- 다이빙
- 레슬링
- 복싱
- 사격
- 수구
- 수영
- 육상
- 역도
- 조정
- 체조
- 축구
- 펜싱

## 참가국
제1회 지중해 게임에는 총 10개 국가가 참가했다.
- 그리스 (129)
- 레바논 (48)
- 몰타 (3)
- 스페인 (36)
- 시리아 (65)
- 유고슬라비아 (17)
- 이집트 (243) (개최국)
- 이탈리아 (99)
- 튀르키예 (52)
- [[파일:{{{국기그림-1830}}}|22x20px|border |alt=프랑스의 기]] 프랑스 (42)

## 메달 집계
| 순위 | 국가                                                                   | 금메달 | 은메달 | 동메달 | 합계 |
| ---- | ---------------------------------------------------------------------- | ------ | ------ | ------ | ---- |
| 1    | 이탈리아                                                               | 27     | 22     | 12     | 61   |
| 2    | [[파일:{{{국기그림-1830}}}\|22x20px\|border \|alt=프랑스의 기]] 프랑스 | 26     | 13     | 5      | 44   |
| 3    | 이집트                                                                 | 20     | 26     | 19     | 65   |
| 4    | 튀르키예                                                               | 10     | 3      | 7      | 20   |
| 5    | 그리스                                                                 | 4      | 9      | 8      | 21   |
| 6    | 유고슬라비아                                                           | 3      | 5      | 7      | 15   |
| 7    | 스페인                                                                 | 2      | 4      | 4      | 10   |
| 8    | 레바논                                                                 | 0      | 5      | 14     | 19   |
| 9    | 시리아                                                                 | 0      | 3      | 10     | 13   |
| 합계 | 합계                                                                   | 92     | 90     | 86     | 268  |